# Шебек
Шебек (или шамбек, арап. شباك‎, šabbāk, мали ратни брод) је назив за малени, брзи једрењак са три јарбола, који се развио на Медитерану у 16. веку. До 19. века је због своје брзине представљао омиљени брод пре свега северноафричких гусара. Шебек су касније преузели и Французи за своју медитеранску морнарицу. Петар Велики кад је покренуо своју ратну морнарицу, велики део његове морнарице чинили су такође шебеци. Имали су га и Швеђани, тад главна сила у северној Европи и главни противник Русије Петра Великог. 
Шебеци су имали дужину до 40 метара, ширину до 10 метара и дубину до 3 метра, и важе за успешног наследника галија. Као ратни бродови имали су прилично 20 до 40 топова мањег калибра.